# Valgioie
Valgioie is een gemeente in de Italiaanse provincie Turijn (regio Piëmont) en telt 811 inwoners (31-12-2004). De oppervlakte bedraagt 9,1 km², de bevolkingsdichtheid is 89 inwoners per km².

## Demografie
Valgioie telt ongeveer 382 huishoudens. Het aantal inwoners steeg in de periode 1991-2001 met 24,0% volgens cijfers uit de tienjaarlijkse volkstellingen van ISTAT.
| Jaar | Inwoneraantal |
| ---- | ------------- |
| 1991 | 587           |
| 2001 | 728           |

## Geografie
Valgioie grenst aan de volgende gemeenten: Sant'Ambrogio di Torino, Chiusa di San Michele, Avigliana, Coazze, Giaveno.
1. ↑  https://demo.istat.it/?l=it.